# Ngàn thu áo tím
Ngàn thu áo tím là một sáng tác của nhạc sĩ Hoàng Trọng. Ca khúc này đã được Vĩnh Phúc viết lời và trở thành tác phẩm nổi tiếng trong sự nghiệp nhạc sĩ Hoàng Trọng, ngoài bài Cánh hoa yêu và Tiễn bước sang ngang.

## Xuất xứ
Bài hát nói về chuyện tình của nhạc sĩ khi còn ở Nam Định. Vợ nhạc sĩ Hoàng Trọng là con nhà khá giả, thường hay mặc áo màu tím và rất xinh đẹp, nhưng gia đình bà phản đối. Sau này, cả hai đến với nhau và có ba người con. Tuy nhiên, vì tính tình hay ghen, bà đã bỏ đi ngay khi con gái út của ông, Hoàng Bạch La chỉ vừa tròn 3 tháng tuổi. Vì thế, các con của ông đều mỗi người một nơi.

Bìa bản nhạc Ngàn thu áo tím tái bản vào năm 1971

Sau đó, ông di cư vào miền Nam. Thời điểm trên, ông có quen được cô Vĩnh Phúc, con của mục sư Lưu Văn Mão. Ông đã phổ được thơ của cô Vĩnh Phúc lên đến 20 bài, trong đó có cả bài Cánh hoa yêu. Sau khi nghe được câu chuyện trên, cô Vĩnh Phúc có viết một bài thơ, và đem cho nhạc sĩ Hoàng Trọng phổ nhạc. Từ đó, bài hát Ngàn thu áo tím ra đời.
Bài hát được tác giả xuất bản vào năm 1964 và do ca sĩ Thái Thanh trình bày lần đầu tiên.

## Nội dung
Khác với những bài hát của nhạc sĩ Hoàng Trọng đều theo điệu Tango, bài hát Ngàn thu áo tím được viết theo nhịp 3/4 và sử dụng điệu Valse.
Ngày xưa xa xôi em rất yêu màu tím

Ngày xưa vô tư em sống trong trìu mến

Chiều xuống áo tím thường thướt tha

Bước trên đường gấm hoa, ngắm mây chiều lướt xa....

## Phổ biến
Bài hát đã được tác giả xuất bản vào năm 1964 và được ca sĩ Thái Thanh trình bày đầu tiên vào trước năm 1975. Sau đó, một số ca sĩ hải ngoại và trong nước đều hát bài này, và quen thuộc với một số đôi tình nhân thời đó.

### Các lần xuất hiện trong các đại nhạc hội
- 2001 - Ý Lan (Asia 35)
- 2006 - Ngọc Liên, Loan Châu (Paris By Night 84)

### Ảnh hưởng
Tên bài hát đã được đặt tên cho CD của ca sĩ Quỳnh Giao.. Năm 2014, nhạc sĩ Đức Trí đã phát hành dĩa than cùng tên với giọng hát của Ý Lan.